# Opieńka miodowa

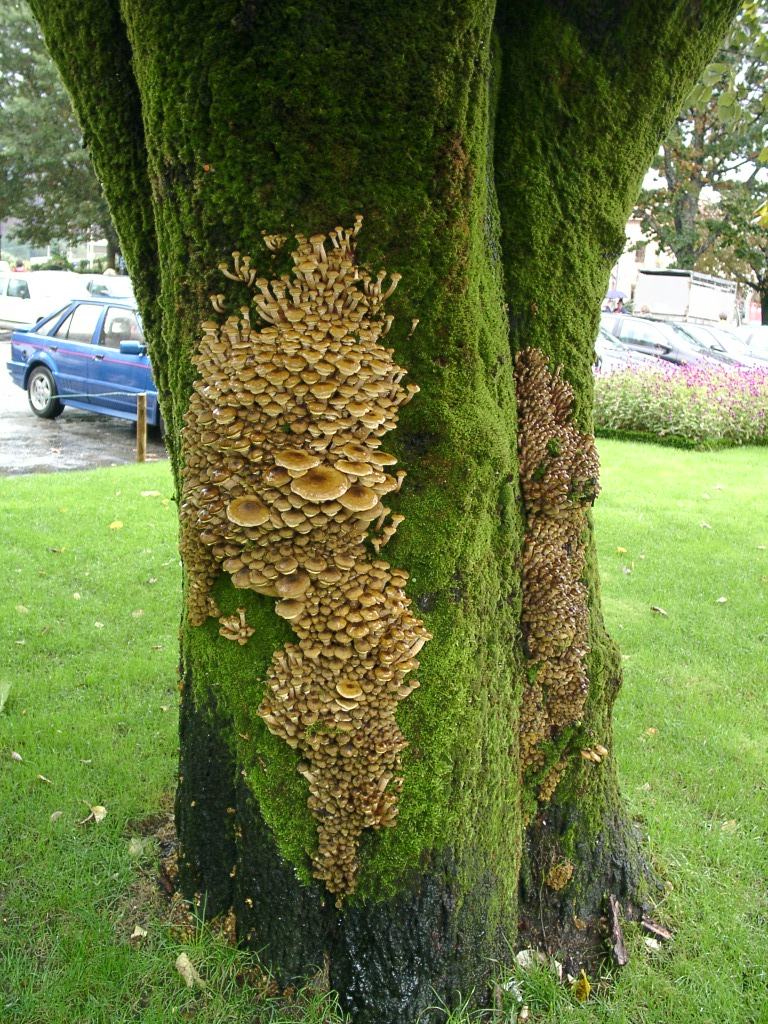
Masowy pojaw opieńki miodowej na pniu drzewa

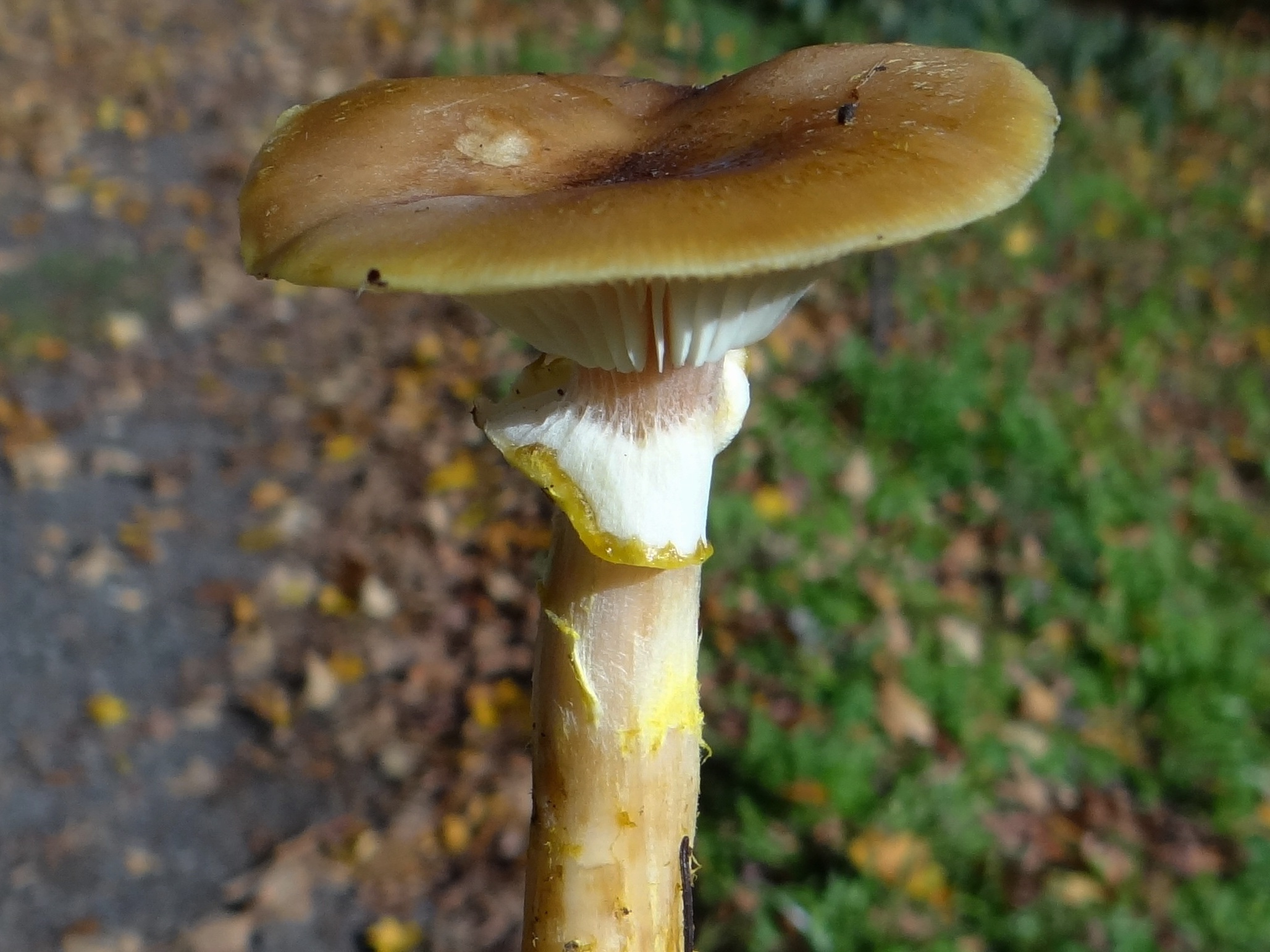
Charakterystyczny pierścień opieńki miodowej

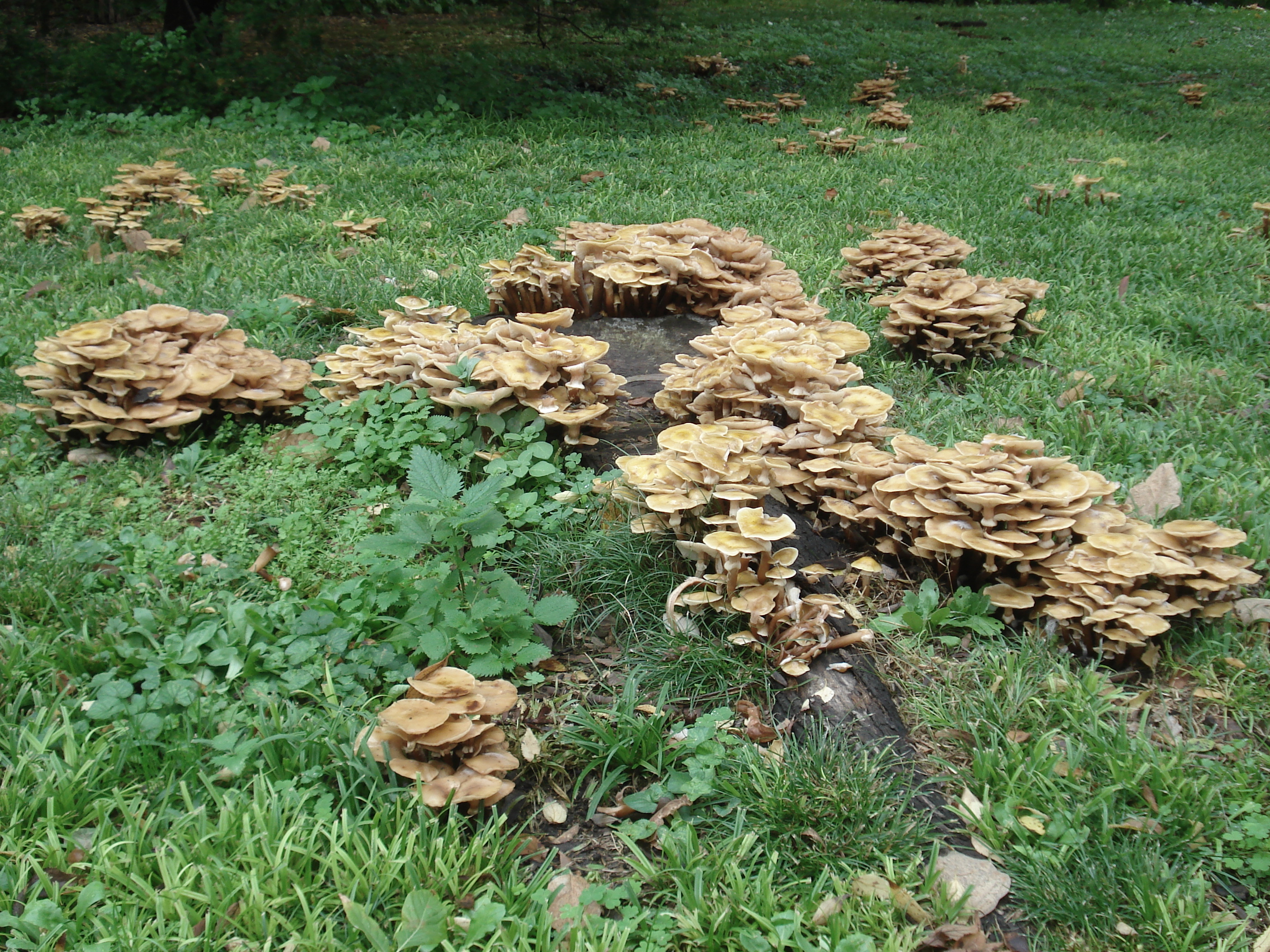
Owocniki opieńki miodowej

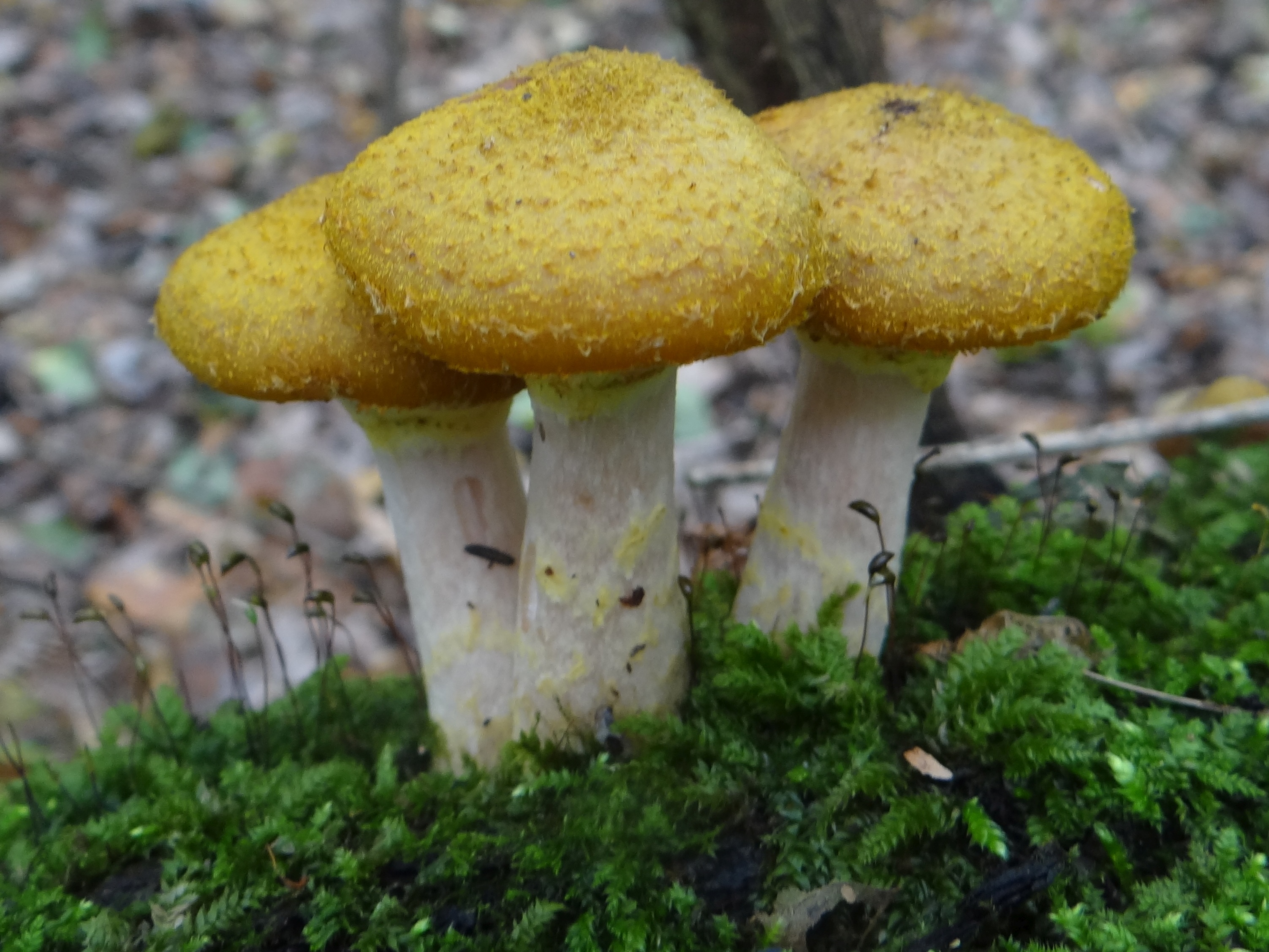

Opieńka miodowa (Armillaria mellea (Vahl) P. Kumm.) – gatunek grzybów z rodziny obrzękowcowatych (Physalacriaceae), a także nazwa zbiorowa dla kompleksu drobnych gatunków („kompleks opieńkowy” Armillaria mellea sensu lato) wyodrębnionych w latach 70. XX wieku z wcześniej szeroko ujmowanego gatunku.

## Systematyka i nazewnictwo
Pozycja w klasyfikacji według Index Fungorum: Armillaria, Physalacriaceae, Agaricales, Agaricomycetidae, Agaricomycetes, Agaricomycotina, Basidiomycota, Fungi.
Po raz pierwszy takson ten zdiagnozował w roku 1790 Martin Vahl nadając mu nazwę Agaricus melleus. Obecną, uznaną przez Index Fungorum nazwę nadał mu Paul Kummer w 1871 r.
Ma ponad 30 synonimów naukowych. Niektóre z nich:

- Agaricus melleus Vahl 1790
- Agaricus sulphureus Weinm.
- Armillaria mellea var. maxima Barla 1887
- Armillaria mellea var. minor Barla 1887
- Armillaria mellea var. sulphurea (Weinm.) Fr. 1879
- Armillariella mellea (Vahl) P. Karst. 1881
- Clitocybe mellea (Vahl) Ricken 1915
- Lepiota mellea (Vahl) J.E. Lange 1915
- Omphalia mellea (Vahl) Quél. 1886[3].

Polską nazwę podał Władysław Wojewoda w 2003 r. W polskim piśmiennictwie mykologicznym gatunek ten opisywany był też (w szerokim znaczeniu obejmującym kilka obecnie oddzielnych gatunków opieniek) jako bedłka opieńka brzozowa, opieńka brzozowa, bedłka opieńka, opieniek, podpieniek, podpieńka, pierścianka.
Gatunki do drugiej połowy XX wieku nie wyodrębniane od opieńki miodowej, a współcześnie określane jako „kompleks opieńkowy” to: opieńka północna A. borealis, opieńka cebulotrzonowa A. cepistipes, opieńka ciemna A. ostoyae, opieńka miodowa A. mellea sensu stricto i opieńka żółtawa A. gallica.

## Morfologia
Kapelusz
Średnica 3–13 cm. Najpierw jest półkulisty, wypukły, później spłaszczony. Za młodu barwy miodowożółtej, miodowobrązowej, oliwkowożółtej potem oliwkowobrązowy, ciemnoczerwonobrązowy. Pokryty drobnymi czerwonobrązowymi, brązowymi lub czarniawymi łuseczkami, które są najciemniejsze i najgęstsze pośrodku. U starych okazów łuski często zanikają i kapelusz jest nagi.
Blaszki
Początkowo białawe, później beżoworóżowawe, żółtawe z brązowawymi plamami zbiegające, cienkie.
Trzon
Wysokość 8–18 cm, grubość 0,5–2,5 cm; żółtawy, miodowobrązowy, czerwonobrązowy, czarnobrązowy, u szczytu bledszy, wysmukły, cylindryczny, wygięty, o podstawie rozszerzonej, szorstkiej i ciemniejszej. Trzony sąsiednich grzybów często są zrośnięte razem. Posiada szeroki błoniasty pierścień złotożółtego koloru, który w dolnej części pokryty jest żółtymi kosmkami.
Miąższ
Białawy, bladocielisty, nie zmienia barwy po przekrojeniu, u młodych owocników miękki, mięsisty, u starych twardy i łykowaty (zwłaszcza w trzonie).
Wysyp zarodników
Biały. Zarodniki elipsoidalne, gładkie o wymiarach 7–9 × 5–6 µm.
Gatunki podobne
Przez grzybiarzy opieńka miodowa często nie jest odróżniana od opieńki ciemnej (Armillaria ostoyae) lub opieńki bezpierścieniowej (Armillaria tabescens). W dawnych atlasach grzybów zwykle opieńki miodowej nie odróżniano od opieńki ciemnej lub wszystkie te trzy gatunki określane były nazwą opieńka miodowa. Z punktu widzenia grzybiarzy nierozróżnianie tych gatunków nie ma większego znaczenia, gdyż wszystkie są jadalne. Opieńka bezpierścieniowa nie posiada pierścienia na trzonie i w Polsce jest rzadka, opieńka ciemna występuje tylko na drzewach iglastych i ma kapelusz z wyraźnymi kosmkami. Przez niewprawnych grzybiarzy opieńka miodowa może zostać pomylona z trującą maślanką wiązkową (Hypholoma fasciculare).

## Występowanie i siedlisko
Występuje na wszystkich kontynentach z wyjątkiem Antarktydy i Ameryki Południowej. W Europie Środkowej jest pospolita{, w Polsce również.
Występuje najczęściej jesienią od września do listopada, ale czasami może pojawić się nawet na początku sierpnia. Zwykle występuje gromadnie, czasami bardzo licznie. Rośnie na drewnie (pnie, pniaki, gałęzie, korzenie) różnych gatunków drzew liściastych w lasach, ogrodach, parkach i sadach. Czasami rosnąc na korzeniach drzew lub zagrzebanych w ziemi kawałkach drewna sprawia wrażenie, jakby rosła na ziemi. Wytwarza charakterystyczne ryzomorfy, przerastające znaczne odległości w glebie i ściółce; pełnią one rolę narządów infekcyjnych, dokonując zakażenia korzeni drzew. Jest także grzybem nagrzybnym.

## Znaczenie
- Saprotrof i pasożyt, atakujący zarówno martwe, jak i żywe drzewa. Wywołuje u zaatakowanych drzew chorobę o nazwie opieńkowa zgnilizna korzeni prowadzącą do obumarcia drzewa i powodującą białą zgniliznę drewna[13]. Poraża zwłaszcza młode drzewostany sosnowe i świerkowe[2]. Objawy zakażenia pojawiają się w koronach drzew: odbarwienia liści, zmniejszenie wzrostu, zamieranie gałęzi i w końcu śmierć drzewa. Drzewa iglaste często wydzielają duże ilości żywicy z zaatakowanych obszarów pnia. Zaobserwowano też, że w ostatnim okresie przed obumarciem wytwarzają one duże ilości szyszek[14].
- Grzyb jadalny lub określany jako warunkowo jadalny[2]. Surowe opieńki są w smaku początkowo łagodne, pozostawiają cierpki posmak, zapach mają słaby, ale przyjemny (przypomina trochę ser Camembert). Są smaczne, twarde, o łykowatym, mniej wykorzystywanym do konsumpcji trzonie. Do spożycia używa się najczęściej młodych kapeluszy. W stanie surowym lub niedogotowanym opieńka miodowa może być trująca[7]. Dlatego też należy ją najpierw obgotować przez około 5 minut i odlać wywar, po czym dopiero poddaje się ją dalszej obróbce[6]. Należy unikać oparów podczas obgotowywania, gdyż mogą powodować ból głowy i problemy z koncentracją.
- Grzyb leczniczy o działaniu przeciwgrzybiczym, kardiotonicznym, regulującym ciśnienie krwi, obniżającym poziom cholesterolu i nerwotonicznym[15].

## Bioluminescencja
Ryzomorfy opieńki miodowej wykazują na etapie wzrostu zdolność emisji światła. Aktywność ta odbywa się w cyklu dobowym z maksimum około 17:30 i minimum około 7:30. Na ilość emitowanej jako światło energii wpływa dodatnio obecność w substracie azotu w formie amonowej. Najwięcej światła emitowane jest przy pH od 5,7 do 6. Zdolność bioluminescencji zanika u nierosnących już ryzomorfów, które pokrywają się ciemną warstwą ochronną.